# Llista de topònims de Sant Bartomeu del Grau
Llista de topònims (noms propis de lloc) del municipi de Sant Bartomeu del Grau, a Osona
Informació actualitzada per un bot. Els canvis manuals es perdran quan s'actualitzi!

## església
| imatge | Nom                                           | Ubicat a               | instància de     | Detalls                                              | coordenades                                                                         | Protecció                                  | Commons (més fotos)                      | Dades a WD                    |
| ------ | --------------------------------------------- | ---------------------- | ---------------- | ---------------------------------------------------- | ----------------------------------------------------------------------------------- | ------------------------------------------ | ---------------------------------------- | ----------------------------- |
|        | Sant Genís Sadevesa                           | Sant Bartomeu del Grau | església         | Estil: arquitectura romànica                         | 41° 58′ 32″ N, 2° 08′ 07″ E / 41.975631633°N,2.135226184°E 696 msnm                 | bé cultural d'interès local                |                                          | Modifica les dades a Wikidata |
|        | Sant Jaume d'Alboquers                        | Sant Bartomeu del Grau | església         | Estil: arquitectura popular 11st century             | 41° 56′ 02″ N, 2° 08′ 30″ E / 41.934°N,2.1416°E ca:Alboquers                        | bé cultural d'interès local                | Sant Jaume d'Alboquers                   | Modifica les dades a Wikidata |
|        | Sant Jaume de Fenollet                        | Sant Bartomeu del Grau | església         | Estil: arquitectura romànica                         | 41° 59′ 24″ N, 2° 08′ 47″ E / 41.99°N,2.14639°E                                     | bé cultural d'interès local                | Fenollet (Sant Bartomeu del Grau)        | Modifica les dades a Wikidata |
|        | Sant Jaume de les Ferreres                    | Sant Bartomeu del Grau | església capella | Estil: arquitectura neoclàssica 18th century         | 41° 58′ 29″ N, 2° 09′ 06″ E / 41.974672°N,2.151601°E ca:masia les Ferreres 815 msnm | bé integrant del patrimoni cultural català |                                          | Modifica les dades a Wikidata |
|        | església parroquial de Sant Bartomeu del Grau | Sant Bartomeu del Grau | església         | Estil: arquitectura barroca arquitectura neoclàssica | 41° 59′ 02″ N, 2° 10′ 22″ E / 41.9839°N,2.17287°E                                   | bé cultural d'interès local                | Església de Sant Bartomeu del Grau       | Modifica les dades a Wikidata |
|        | església vella de Sant Bartomeu del Grau      | Sant Bartomeu del Grau | església         | Estil: arquitectura popular                          | 41° 58′ 47″ N, 2° 11′ 01″ E / 41.979698°N,2.183543°E                                | bé cultural d'interès local                | Església vella de Sant Bartomeu del Grau | Modifica les dades a Wikidata |

## masia
| imatge | Nom                                   | Ubicat a               | instància de | Detalls                                  | coordenades | Protecció                                  | Commons (més fotos) | Dades a WD                    |
| ------ | ------------------------------------- | ---------------------- | ------------ | ---------------------------------------- | --- | ------------------------------------------ | ------------------- | ----------------------------- |
|        | Burguesa                              | Sant Bartomeu del Grau | masia        | Estil: arquitectura popular              | 41° 59′ 15″ N, 2° 09′ 02″ E / 41.987391°N,2.150665°E ca:Burguesa - 08519 Sant Bartomeu del Grau / Zona de Fonollet                       | bé integrant del patrimoni cultural català |                     | Modifica les dades a Wikidata |
|        | Ca l'Escolà                           | Sant Bartomeu del Grau | masia        | Estil: arquitectura popular              | 41° 55′ 57″ N, 2° 08′ 17″ E / 41.932424°N,2.138058°E ca:Ca l'Escolà - 08519 Sant Bartomeu del Grau / Zona d'Alboquers                    | bé integrant del patrimoni cultural català |                     | Modifica les dades a Wikidata |
|        | Cal Carreter                          | Sant Bartomeu del Grau | masia        | Estil: arquitectura popular              | 41° 56′ 58″ N, 2° 09′ 28″ E / 41.949511°N,2.157711°E ca:Cal Carreter - 08519 Sant Bartomeu del Grau                                      | bé integrant del patrimoni cultural català |                     | Modifica les dades a Wikidata |
|        | Cal Nasi                              | Sant Bartomeu del Grau | masia        | Estil: arquitectura popular 17th century | 41° 55′ 54″ N, 2° 08′ 09″ E / 41.931731°N,2.135728°E ca:Alboquers 745 msnm                                                               | bé integrant del patrimoni cultural català |                     | Modifica les dades a Wikidata |
|        | Can Roca                              | Sant Bartomeu del Grau | masia        |                                          | 41° 59′ 02″ N, 2° 10′ 09″ E / 41.9839593197889°N,2.169241228748°E                                                                        |                                            |                     | Modifica les dades a Wikidata |
|        | Can Torner                            | Sant Bartomeu del Grau | masia        |                                          | 41° 58′ 23″ N, 2° 10′ 11″ E / 41.9730818543864°N,2.16958778417976°E                                                                      |                                            |                     | Modifica les dades a Wikidata |
|        | Casa Miquela                          | Sant Bartomeu del Grau | masia        | Estil: arquitectura popular              | 41° 57′ 25″ N, 2° 08′ 51″ E / 41.956902°N,2.147466°E                                                                                     | bé integrant del patrimoni cultural català |                     | Modifica les dades a Wikidata |
|        | Casa Nova                             | Sant Bartomeu del Grau | masia        | Estil: arquitectura popular              | 42° 00′ 09″ N, 2° 08′ 56″ E / 42.002385°N,2.148815°E                                                                                     | bé integrant del patrimoni cultural català |                     | Modifica les dades a Wikidata |
|        | Casa Nova de Vila-seca                | Sant Bartomeu del Grau | masia        | Estil: arquitectura popular              | 42° 00′ 09″ N, 2° 08′ 56″ E / 42.002385°N,2.148815°E                                                                                     | bé integrant del patrimoni cultural català |                     | Modifica les dades a Wikidata |
|        | Casa antiga d'Alboquers               | Sant Bartomeu del Grau | masia        | Estil: arquitectura popular              | 41° 56′ 01″ N, 2° 08′ 32″ E / 41.933493°N,2.14223°E                                                                                      | bé integrant del patrimoni cultural català |                     | Modifica les dades a Wikidata |
|        | Casa d'Alboquers                      | Sant Bartomeu del Grau | masia        | Estil: arquitectura popular              | | bé integrant del patrimoni cultural català |                     | Modifica les dades a Wikidata |
|        | Fenollet                              | Sant Bartomeu del Grau | masia        | Estil: arquitectura popular              | 41° 59′ 24″ N, 2° 08′ 47″ E / 41.989964°N,2.146388°E                                                                                     | bé integrant del patrimoni cultural català |                     | Modifica les dades a Wikidata |
|        | Galliners                             | Sant Bartomeu del Grau | masia        | Estil: arquitectura popular              | 41° 56′ 07″ N, 2° 08′ 30″ E / 41.935220616932°N,2.14178084646794°E ca:Galliners - 08519 Sant Bartomeu del Grau / Zona d'Alboquers        | bé integrant del patrimoni cultural català |                     | Modifica les dades a Wikidata |
|        | Mas Reig                              | Sant Bartomeu del Grau | masia        | Estil: arquitectura popular 18th century | 41° 59′ 19″ N, 2° 09′ 38″ E / 41.988485°N,2.160655°E ca:Mas Reig - 08519 Sant Bartomeu del Grau 830 msnm                                 | bé integrant del patrimoni cultural català |                     | Modifica les dades a Wikidata |
|        | Masoveria de l'Alovet                 | Sant Bartomeu del Grau | masia        | Estil: arquitectura popular              | 41° 59′ 53″ N, 2° 08′ 04″ E / 41.998115°N,2.134451°E                                                                                     | bé integrant del patrimoni cultural català |                     | Modifica les dades a Wikidata |
|        | Masoveria de les Ferreres             | Sant Bartomeu del Grau | masia        | Estil: arquitectura popular              | 41° 58′ 31″ N, 2° 09′ 04″ E / 41.975166°N,2.151217°E                                                                                     | bé integrant del patrimoni cultural català |                     | Modifica les dades a Wikidata |
|        | Monellots                             | Sant Bartomeu del Grau | masia        | Estil: arquitectura popular 18th century | 41° 56′ 07″ N, 2° 10′ 02″ E / 41.935412°N,2.16716°E ca:Monellots - 08519 Sant Bartomeu del Grau                                          | bé integrant del patrimoni cultural català |                     | Modifica les dades a Wikidata |
|        | Monells                               | Sant Bartomeu del Grau | masia        |                                          | 41° 57′ 04″ N, 2° 09′ 07″ E / 41.95113410172°N,2.1518880486626°E                                                                         |                                            |                     | Modifica les dades a Wikidata |
|        | Pere-riera                            | Sant Bartomeu del Grau | masia        | Estil: arquitectura popular              | 41° 55′ 24″ N, 2° 08′ 21″ E / 41.9232°N,2.13911°E ca:Pere-Riera - 08519 Sant Bartomeu del Grau / Zona d'Alboquers                        | bé integrant del patrimoni cultural català |                     | Modifica les dades a Wikidata |
|        | Pol                                   | Sant Bartomeu del Grau | masia        | Estil: arquitectura popular 19th century | 41° 57′ 53″ N, 2° 09′ 54″ E / 41.964835°N,2.164975°E ca:Pol - 08519 Sant Bartomeu del Grau                                               | bé integrant del patrimoni cultural català |                     | Modifica les dades a Wikidata |
|        | Quinaus                               | Sant Bartomeu del Grau | masia        |                                          | 41° 59′ 00″ N, 2° 07′ 56″ E / 41.983410037912°N,2.1321456844406°E                                                                        |                                            |                     | Modifica les dades a Wikidata |
|        | Rimbau                                | Sant Bartomeu del Grau | masia        |                                          | 42° 00′ 00″ N, 2° 09′ 19″ E / 41.9999616370988°N,2.15534053124546°E ca:Rimbau - 08519 Sant Bartomeu del Grau / Zona de Vilaseca          |                                            |                     | Modifica les dades a Wikidata |
|        | Roca Negra                            | Sant Bartomeu del Grau | masia        | Estil: arquitectura popular              | 41° 58′ 41″ N, 2° 10′ 28″ E / 41.978193°N,2.17457°E                                                                                      | bé integrant del patrimoni cultural català |                     | Modifica les dades a Wikidata |
|        | Roger                                 | Sant Bartomeu del Grau | masia        | Estil: arquitectura popular              | 41° 58′ 10″ N, 2° 09′ 40″ E / 41.969486°N,2.161177°E                                                                                     | bé integrant del patrimoni cultural català |                     | Modifica les dades a Wikidata |
|        | Santmiquel                            | Sant Bartomeu del Grau | masia        | Estil: arquitectura popular              | 41° 59′ 31″ N, 2° 09′ 25″ E / 41.991871°N,2.156887°E                                                                                     | bé integrant del patrimoni cultural català |                     | Modifica les dades a Wikidata |
|        | Saurina                               | Sant Bartomeu del Grau | masia        | Estil: arquitectura popular              | 41° 59′ 35″ N, 2° 08′ 55″ E / 41.993187°N,2.148619°E                                                                                     | bé integrant del patrimoni cultural català |                     | Modifica les dades a Wikidata |
|        | Solans                                | Sant Bartomeu del Grau | masia        | Estil: arquitectura popular 18th century | 41° 59′ 49″ N, 2° 10′ 09″ E / 41.996959°N,2.169039°E 805 msnm                                                                            | bé integrant del patrimoni cultural català |                     | Modifica les dades a Wikidata |
|        | Torrats                               | Sant Bartomeu del Grau | masia        | 1914                                     | 41° 58′ 51″ N, 2° 07′ 51″ E / 41.9809284868243°N,2.13090698642848°E ca:Torrats - 08519 Sant Bartomeu del Grau                            |                                            |                     | Modifica les dades a Wikidata |
|        | Vilanova                              | Sant Bartomeu del Grau | masia        | Estil: arquitectura popular 19th century | 41° 58′ 41″ N, 2° 10′ 05″ E / 41.9781°N,2.1681°E ca:Vilanova - 08519 Sant Bartomeu del Grau                                              | bé integrant del patrimoni cultural català |                     | Modifica les dades a Wikidata |
|        | Vilatortella                          | Sant Bartomeu del Grau | masia        | Estil: arquitectura popular              | 41° 56′ 47″ N, 2° 09′ 49″ E / 41.94651°N,2.163626°E ca:Vilatortella - 08519 Sant Bartomeu del Grau                                       | bé integrant del patrimoni cultural català |                     | Modifica les dades a Wikidata |
|        | el Bosquet                            | Sant Bartomeu del Grau | masia        |                                          | 41° 59′ 19″ N, 2° 10′ 52″ E / 41.9886472108544°N,2.18114406989205°E ca:El Bosquet - 08519 Sant Bartomeu del Grau                         |                                            |                     | Modifica les dades a Wikidata |
|        | el Clot del Forn                      | Sant Bartomeu del Grau | masia        |                                          | 41° 55′ 49″ N, 2° 07′ 55″ E / 41.9302567859026°N,2.1320414598947°E ca:El Clot del Forn - 08519 Sant Bartomeu del Grau / Zona d'Alboquers |                                            |                     | Modifica les dades a Wikidata |
|        | el Grèvol                             | Sant Bartomeu del Grau | masia        |                                          | 41° 59′ 10″ N, 2° 10′ 09″ E / 41.9861828645292°N,2.16909160003787°E                                                                      |                                            |                     | Modifica les dades a Wikidata |
|        | el Permanyer                          | Sant Bartomeu del Grau | masia        | Estil: arquitectura popular 20th century | 41° 58′ 00″ N, 2° 08′ 30″ E / 41.966539°N,2.141533°E ca:El Prmanyer - 08519 Sant Bartomeu del Grau / Zona de Casamiquela                 | bé integrant del patrimoni cultural català |                     | Modifica les dades a Wikidata |
|        | el Pla de Vilaró                      | Sant Bartomeu del Grau | masia        |                                          | 41° 59′ 45″ N, 2° 09′ 23″ E / 41.9958992319805°N,2.15650504380346°E                                                                      |                                            |                     | Modifica les dades a Wikidata |
|        | el Pujol                              | Sant Bartomeu del Grau | masia        | Estil: arquitectura popular 18th century | 41° 59′ 29″ N, 2° 10′ 21″ E / 41.991453°N,2.172467°E ca:El Pujol - 08519 Sant Bartomeu del Grau                                          | bé integrant del patrimoni cultural català |                     | Modifica les dades a Wikidata |
|        | el Pujolot                            | Sant Bartomeu del Grau | masia        |                                          | 41° 56′ 16″ N, 2° 09′ 55″ E / 41.937722802883°N,2.1653347678094°E ca:El Pujolot - 08519 Sant Bartomeu del Grau                           |                                            |                     | Modifica les dades a Wikidata |
|        | el Vilaró                             | Sant Bartomeu del Grau | masia        | Estil: arquitectura popular              | 41° 59′ 51″ N, 2° 09′ 38″ E / 41.997402°N,2.160666°E ca:El Vilaró - 08519 Sant Bartomeu del Grau                                         | bé integrant del patrimoni cultural català |                     | Modifica les dades a Wikidata |
|        | el Vilà                               | Sant Bartomeu del Grau | masia        | Estil: arquitectura popular              | 41° 59′ 05″ N, 2° 10′ 45″ E / 41.984674°N,2.179121°E                                                                                     | bé integrant del patrimoni cultural català |                     | Modifica les dades a Wikidata |
|        | l'Alovet                              | Sant Bartomeu del Grau | masia        | Estil: arquitectura popular              | 41° 59′ 53″ N, 2° 08′ 03″ E / 41.997944°N,2.134168°E ca:L'Alovet - 08519 Sant Bartomeu del Grau                                          | bé integrant del patrimoni cultural català |                     | Modifica les dades a Wikidata |
|        | la Casa Nova de Saurina               | Sant Bartomeu del Grau | masia        |                                          | 41° 59′ 44″ N, 2° 09′ 05″ E / 41.9954931631096°N,2.15151188075435°E                                                                      |                                            |                     | Modifica les dades a Wikidata |
|        | la Caseta d'Alboquers                 | Sant Bartomeu del Grau | masia        |                                          | 41° 56′ 08″ N, 2° 08′ 23″ E / 41.9356379097302°N,2.13977288832016°E                                                                      |                                            |                     | Modifica les dades a Wikidata |
|        | la Caseta del Permanyer               | Sant Bartomeu del Grau | masia        | Estil: arquitectura popular 19th century | 41° 57′ 59″ N, 2° 08′ 30″ E / 41.966263°N,2.141566°E ca:Ctra. de Vic a Olost, km 14,5 784 msnm                                           | bé integrant del patrimoni cultural català |                     | Modifica les dades a Wikidata |
|        | la Codina                             | Sant Bartomeu del Grau | masia        | Estil: arquitectura popular 16th century | 41° 58′ 52″ N, 2° 09′ 33″ E / 41.9812°N,2.15914°E ca:La Codina - 08519 Sant Bartomeu del Grau                                            | bé integrant del patrimoni cultural català |                     | Modifica les dades a Wikidata |
|        | la Devesa                             | Sant Bartomeu del Grau | masia        | Estil: arquitectura popular 14th century | 41° 58′ 29″ N, 2° 07′ 51″ E / 41.97471°N,2.130922°E ca:La Devesa - 08519 Sant Bartomeu del Grau                                          | bé integrant del patrimoni cultural català |                     | Modifica les dades a Wikidata |
|        | la Guàrdia                            | Sant Bartomeu del Grau | masia        | Estil: arquitectura popular              | 42° 00′ 07″ N, 2° 10′ 25″ E / 42.001856°N,2.173745°E ca:La Guàrdia - 08519 Sant Bartomeu del Grau                                        | bé integrant del patrimoni cultural català |                     | Modifica les dades a Wikidata |
|        | la Masoveria                          | Sant Bartomeu del Grau | masia        | Estil: arquitectura popular              | 41° 58′ 36″ N, 2° 08′ 24″ E / 41.976768°N,2.139947°E ca:La Masoveria - 08519 Sant Bartomeu del Grau                                      | bé integrant del patrimoni cultural català |                     | Modifica les dades a Wikidata |
|        | la Quintaneta                         | Sant Bartomeu del Grau | masia        | Estil: arquitectura popular 18th century | 41° 56′ 02″ N, 2° 09′ 14″ E / 41.933919°N,2.153839°E ca:La Quintaneta - 08519 Sant Bartomeu del Grau                                     | bé integrant del patrimoni cultural català |                     | Modifica les dades a Wikidata |
|        | la Sala                               | Sant Bartomeu del Grau | masia        | Estil: arquitectura popular 18th century | 41° 58′ 49″ N, 2° 08′ 23″ E / 41.980198°N,2.139732°E ca:La Sala - 08519 Sant Bartomeu del Grau / Zona de Sant Genís Sadevesa             | bé integrant del patrimoni cultural català |                     | Modifica les dades a Wikidata |
|        | la Serra                              | Sant Bartomeu del Grau | masia        |                                          | 41° 58′ 43″ N, 2° 10′ 50″ E / 41.9786537811286°N,2.18042717767023°E ca:La Serra - 08519 Sant Bartomeu del Grau                           |                                            |                     | Modifica les dades a Wikidata |
|        | la Torre d'en Mates                   | Sant Bartomeu del Grau | masia        |                                          | 41° 58′ 49″ N, 2° 10′ 16″ E / 41.9802349344915°N,2.17108820052633°E                                                                      |                                            |                     | Modifica les dades a Wikidata |
|        | la Vall                               | Sant Bartomeu del Grau | masia        | Estil: arquitectura popular 18th century | 41° 57′ 54″ N, 2° 10′ 11″ E / 41.965026°N,2.169587°E ca:La Vall - 08519 Sant Bartomeu del Grau                                           | bé integrant del patrimoni cultural català |                     | Modifica les dades a Wikidata |
|        | les Ferreres (Sant Bartomeu del Grau) | Sant Bartomeu del Grau | masia        | Estil: arquitectura popular              | 41° 58′ 29″ N, 2° 08′ 22″ E / 41.974584°N,2.139361°E                                                                                     | bé integrant del patrimoni cultural català |                     | Modifica les dades a Wikidata |

## muntanya
| imatge | Nom                             | Ubicat a                                          | instància de | Detalls | coordenades                                                       | Protecció | Commons (més fotos) | Dades a WD                    |
| ------ | ------------------------------- | ------------------------------------------------- | ------------ | ------- | ----------------------------------------------------------------- | --------- | ------------------- | ----------------------------- |
|        | Fontfreda                       | Santa Maria d'Oló Sant Bartomeu del Grau          | muntanya     |         | 41° 54′ 47″ N, 2° 08′ 17″ E / 41.91296667°N,2.13796667°E 939 msnm |           |                     | Modifica les dades a Wikidata |
|        | Puig-oriol                      | Santa Eulàlia de Riuprimer Sant Bartomeu del Grau | muntanya     |         | 41° 55′ 03″ N, 2° 08′ 49″ E / 41.9176°N,2.14706°E 869 msnm        |           |                     | Modifica les dades a Wikidata |
|        | Serrat de la Serra de l'Oratori | Gurb Sant Bartomeu del Grau                       | muntanya     |         | 41° 58′ 43″ N, 2° 10′ 56″ E / 41.9785°N,2.18216944°E 902 msnm     |           |                     | Modifica les dades a Wikidata |
|        | Serrat dels Trons               | Sant Bartomeu del Grau                            | muntanya     |         | 41° 55′ 45″ N, 2° 08′ 11″ E / 41.92924167°N,2.13630833°E 826 msnm |           |                     | Modifica les dades a Wikidata |
|        | el Permanyer                    | Sant Bartomeu del Grau                            | muntanya     |         | 41° 57′ 50″ N, 2° 08′ 24″ E / 41.96375°N,2.13988889°E 821 msnm    |           |                     | Modifica les dades a Wikidata |
|        | la Tuta                         | Santa Cecília de Voltregà Sant Bartomeu del Grau  | muntanya     |         | 42° 00′ 06″ N, 2° 11′ 07″ E / 42.00176°N,2.185241°E 806 msnm      |           |                     | Modifica les dades a Wikidata |

## pont
| imatge | Nom                        | Ubicat a               | instància de | Detalls                   | coordenades                                                         | Protecció | Commons (més fotos) | Dades a WD                    |
| ------ | -------------------------- | ---------------------- | ------------ | ------------------------- | ------------------------------------------------------------------- | --------- | ------------------- | ----------------------------- |
|        | Pont del Llop              | Sant Bartomeu del Grau | pont         |                           | 41° 56′ 53″ N, 2° 09′ 36″ E / 41.9481175707071°N,2.15997048055128°E |           |                     | Modifica les dades a Wikidata |
|        | Viaducte de Pere-riera     | Sant Bartomeu del Grau | pont         | Hi passa: Eix Transversal | 41° 55′ 19″ N, 2° 08′ 25″ E / 41.9219419506439°N,2.14019807948784°E |           |                     | Modifica les dades a Wikidata |
|        | Viaducte del Pla del Roure | Sant Bartomeu del Grau | pont         | Hi passa: Eix Transversal | 41° 55′ 59″ N, 2° 09′ 35″ E / 41.9330920275786°N,2.1596369504025°E  |           |                     | Modifica les dades a Wikidata |

## serra
| imatge | Nom                    | Ubicat a                                 | instància de | Detalls | coordenades                                                         | Protecció | Commons (més fotos) | Dades a WD                    |
| ------ | ---------------------- | ---------------------------------------- | ------------ | ------- | ------------------------------------------------------------------- | --------- | ------------------- | ----------------------------- |
|        | Carena de Cantacorbs   | Sant Bartomeu del Grau Sobremunt         | serra        |         | 42° 00′ 31″ N, 2° 09′ 35″ E / 42.0086°N,2.15973°E 842 msnm          |           |                     | Modifica les dades a Wikidata |
|        | Serra de Sant Salvador | Sant Bartomeu del Grau Oristà Muntanyola | serra        |         | 41° 57′ 07″ N, 2° 08′ 09″ E / 41.951854°N,2.135767°E 853 msnm       |           |                     | Modifica les dades a Wikidata |
|        | serra de Caselles      | Olost Sant Bartomeu del Grau             | serra        |         | 42° 00′ 21″ N, 2° 08′ 06″ E / 42.005822°N,2.13489°E                 |           |                     | Modifica les dades a Wikidata |
|        | serra del Pujolot      | Sant Bartomeu del Grau                   | serra        |         | 41° 56′ 28″ N, 2° 09′ 28″ E / 41.94114722°N,2.15785833°E 794.7 msnm |           |                     | Modifica les dades a Wikidata |
|        | serrat de Collgriell   | Gurb Sant Bartomeu del Grau              | serra        |         | 41° 59′ 18″ N, 2° 11′ 25″ E / 41.98831944°N,2.1902°E                |           |                     | Modifica les dades a Wikidata |
|        | serrat de Sant Jaume   | Sant Bartomeu del Grau                   | serra        |         | 41° 59′ 26″ N, 2° 08′ 50″ E / 41.99047778°N,2.14732222°E 835.7 msnm |           |                     | Modifica les dades a Wikidata |
|        | serrat de les Alzines  | Sant Bartomeu del Grau                   | serra        |         | 41° 57′ 01″ N, 2° 08′ 27″ E / 41.9504°N,2.14088°E 800.4 msnm        |           |                     | Modifica les dades a Wikidata |

## vèrtex geodèsic
| imatge | Nom                | Ubicat a               | instància de    | Detalls   | coordenades                                                       | Protecció | Commons (més fotos) | Dades a WD                    |
| ------ | ------------------ | ---------------------- | --------------- | --------- | ----------------------------------------------------------------- | --------- | ------------------- | ----------------------------- |
|        | El Villar del Grau | Sant Bartomeu del Grau | vèrtex geodèsic | Alt: 1.2m | 41° 58′ 43″ N, 2° 10′ 55″ E / 41.978699°N,2.181901°E 904.898 msnm |           |                     | Modifica les dades a Wikidata |
|        | Fontfreda          | Sant Bartomeu del Grau | vèrtex geodèsic | Alt: 1.2m | 41° 54′ 48″ N, 2° 08′ 13″ E / 41.913316°N,2.137016°E 938.863 msnm |           |                     | Modifica les dades a Wikidata |
|        | Permanyer          | Sant Bartomeu del Grau | vèrtex geodèsic | Alt: 1.2m | 41° 57′ 49″ N, 2° 08′ 24″ E / 41.963749°N,2.140043°E 825.441 msnm |           |                     | Modifica les dades a Wikidata |

## Misc
| imatge | Nom                                         | Ubicat a                          | instància de                                                                   | Detalls                                  | coordenades                                                                                     | Protecció                                  | Commons (més fotos)   | Dades a WD                    |
| ------ | ------------------------------------------- | --------------------------------- | ------------------------------------------------------------------------------ | ---------------------------------------- | ----------------------------------------------------------------------------------------------- | ------------------------------------------ | --------------------- | ----------------------------- |
|        | Alboquers                                   | Sant Bartomeu del Grau            | nucli de població                                                              |                                          | 41° 56′ 01″ N, 2° 08′ 33″ E / 41.933545°N,2.142364°E 761 msnm                                   |                                            | Alboquers             | Modifica les dades a Wikidata |
|        | Balmes del Molí                             | Sant Bartomeu del Grau            | abric rocós                                                                    |                                          | 41° 58′ 17″ N, 2° 09′ 26″ E / 41.971333943098°N,2.15714303492091°E                              |                                            |                       | Modifica les dades a Wikidata |
|        | Can Vila-seca                               | Sant Bartomeu del Grau            | casa                                                                           |                                          | 41° 59′ 01″ N, 2° 10′ 23″ E / 41.983568°N,2.172991°E                                            | bé integrant del patrimoni cultural català |                       | Modifica les dades a Wikidata |
|        | Granja de Rimbau                            | Sant Bartomeu del Grau            | granja                                                                         |                                          | 41° 59′ 46″ N, 2° 09′ 15″ E / 41.9961603735746°N,2.15405060187642°E                             |                                            |                       | Modifica les dades a Wikidata |
|        | Molí de la Codina                           | Sant Bartomeu del Grau            | molí d'aigua                                                                   | Estil: arquitectura popular              | 41° 58′ 22″ N, 2° 09′ 24″ E / 41.97283°N,2.15658°E                                              | bé integrant del patrimoni cultural català |                       | Modifica les dades a Wikidata |
|        | Sant Bartomeu del Grau                      | Sant Bartomeu del Grau            | entitat singular de població capital municipal ens local històric de Catalunya | 939 hab                                  | 41° 59′ 02″ N, 2° 10′ 22″ E / 41.98389071°N,2.17268926°E 869 msnm                               |                                            |                       | Modifica les dades a Wikidata |
|        | Veïnat del Roc Llarg                        | Sant Bartomeu del Grau            | nucli d'entitat singular de població nucli de població                         | 122 hab                                  | 41° 58′ 55″ N, 2° 11′ 29″ E / 41.982040804406°N,2.1913125611293°E 881 msnm                      |                                            |                       | Modifica les dades a Wikidata |
|        | casa consistorial de Sant Bartomeu del Grau | Sant Bartomeu del Grau            | casa consistorial                                                              |                                          | 41° 58′ 49″ N, 2° 10′ 38″ E / 41.9802822°N,2.1771636°E                                          |                                            |                       | Modifica les dades a Wikidata |
|        | cementiri d'Alboquers                       | Alboquers                         | cementiri                                                                      | Estil: arquitectura popular 19th century | 41° 56′ 00″ N, 2° 08′ 26″ E / 41.933472°N,2.140462°E ca:A ponent del nucli d'Alboquers 766 msnm | bé integrant del patrimoni cultural català | Cementiri d'Alboquers | Modifica les dades a Wikidata |
|        | creu d'Alboquers                            | Sant Bartomeu del Grau            | creu de terme                                                                  | Estil: arquitectura popular              | 41° 56′ 00″ N, 2° 08′ 33″ E / 41.933408°N,2.142461°E                                            | bé integrant del patrimoni cultural català |                       | Modifica les dades a Wikidata |
|        | font del Vicari                             | Sant Bartomeu del Grau            | font                                                                           |                                          | 41° 59′ 08″ N, 2° 11′ 02″ E / 41.985591834604°N,2.18402456614991°E ca:zona del Vilar            |                                            |                       | Modifica les dades a Wikidata |
|        | la Pedrera                                  | Sant Bartomeu del Grau            | pedrera                                                                        |                                          | 41° 58′ 11″ N, 2° 10′ 31″ E / 41.9698353745771°N,2.17526612513712°E                             |                                            |                       | Modifica les dades a Wikidata |
|        | túnel de Fontfreda                          | Sant Bartomeu del Grau Muntanyola | túnel                                                                          | Hi passa: Eix Transversal                | 41° 55′ 04″ N, 2° 08′ 14″ E / 41.9177137320306°N,2.13725213641301°E                             |                                            |                       | Modifica les dades a Wikidata |